# إيلكه كونيغ
إيلكه كونيغ (بالألمانية: Elke König)‏ هي اقتصادية ومدققة حسابات ألمانية، ولدت في 28 يناير 1954 في كولونيا في ألمانيا.

## وصلات خارجية
- إيلكه كونيغ على موقع مونزينجر (الألمانية)